# Theodor Schwindt
Petter Theodor Schwindt, född 13 oktober 1851 i Räisälä, Karelen, död 27 oktober 1917 i Helsingfors, var en finländsk forn- och folklivsforskare.
Han är även känd som "den finländska folklivsforskningens fader"  ("Suomen kansatieteen isä").
Schwindt blev student 1869, filosofie magister 1885 samt filosofie doktor 1892. Redan som student ordnade och katalogiserade han studentavdelningarnas etnografiska samlingar, och 1893 utnämndes han till intendent vid Arkeologiska kommissionen (Nationalmuseet). På grund av gravundersökningar i Kexholms härad rekonstruerade han de forntida karelska dräkterna. Han intog en framskjuten ställning inom arbetet för hembygdsforskningen och var ordförande i centralutskottet därför. 
Schwindt författade Tietoja Karjalan rautakaudesta (1892; behandlande Karelens järnålder), Käkisalmen pesälinnan ja kaupungin rakennushistorian aineksia (i "Analecta archeologica fennica", II, 1898; undersökning av Kexholms byggnadshistoria), Finnische Ornamente (I, Stickornamente, 1895, II, Bandornamente, 1903), Finsk etnografisk atlas (1905), de två sistnämnda hans huvudarbeten, Suomalaisia kansanpukuja (Finska folkdräkter, 1902) samt Kansanpukuja Suomessa 1800-luvulla, I (Folkdräkter i Finland på 1800-talet. I. Karelen, 1912). Han var representant för Kexholms stad vid några lantdagar.